# General Catalogue of Nebulae and Clusters
General Catalogue of Nebulae and Clusters of Stars (GC, Katalog ogólny mgławic i gromad gwiazd) – katalog astronomiczny opublikowany w 1864 roku przez sir Johna Herschela. GC zawiera 5079 obiektów astronomicznych, z których mniej więcej połowa została opisana przez jego ojca Williama Herschela, a połowa – przez niego samego.
W 1878 roku John Dreyer opublikował suplement do tego katalogu, zawierający około 1000 obiektów. Planował wydanie kolejnego suplementu w 1886 roku, lecz zamiast tego Królewskie Towarzystwo Astronomiczne zaproponowało mu stworzenie zupełnie nowego katalogu. Ostatecznie w 1888 roku Dreyer opublikował Nowy katalog ogólny mgławic i gromad gwiazdowych, będący katalogiem sir Johna Herschela, zrewidowanym, poprawionym, i rozszerzonym (w skrócie New General Catalogue lub NGC) w piśmie „Memoirs of the Royal Astronomical Society” wydawanym przez Królewskie Towarzystwo Astronomiczne.